# Азимханов, Азам
Азам Азимханов (род. 1941) — узбекский советский рабочий совхоза, тракторист и бульдозерист, депутат Верховного Совета СССР.

## Биография
Родился в 1941 году. Узбек. Беспартийный. Образование среднее специальное.
С 1958 года рабочий совхоза. В 1959-1963 годах служил в Советской Армии. С 1964 года, после окончания курсов, тракторист совхоза, бульдозерист. С 1972 года бульдозерист управления механизированных работ треста Водстрой управления Каршистрой, Кашкадарьинская область.
Депутат Совета Союза Верховного Совета СССР 9 созыва (1974—1989) от Каршинского избирательного округа № 609 Кашкадарьинской области.